# Bothropolys gigas
Bothropolys gigas är en mångfotingart som beskrevs av Masatoshi Takakuwa 1938. Bothropolys gigas ingår i släktet Bothropolys och familjen stenkrypare. Inga underarter finns listade i Catalogue of Life.